# 2012년 8월 죽음
다음은 2012년 8월에 사망한 저명한 인물 목록이다.
- 8월 1일
  - 대한민국의 영화배우 남윤정
  - 대한민국의 정치학자 이성형
  - 일본의 영화배우 츠시마 케이코
- 8월 2일
  - 대한민국의 기업인 강금원
  - 영국의 역사가 존 키건
- 8월 3일 - 대한민국의 군인 장도영
- 8월 6일
  - 미국의 바이올린연주자 루지에로 리치
  - 미국의 작곡가 마빈 햄리시
- 8월 8일 - 동독의 영화감독 쿠르트 매치히
- 8월 9일
  - 대한민국의 군인 이열희
  - 대한민국의 화가 이만익
  - 미국의 영화배우 알 프리먼 주니어
- 8월 11일 - 대한민국의 텔레비전배우 승규
- 8월 12일 - 미국의 만화가 조 큐버트
- 8월 13일
  - 미국의 야구감독 자니 페스키
  - 미국의 영화배우 조안 로버츠
- 8월 14일
  - 미국의 영화배우 론 파릴로
  - 미국의 영화배우 필리스 새스터
  - 중국의 범죄자 저우커화
- 8월 15일
  - 미국의 록 음악가 밥 버치
  - 미국의 영화배우 비프 엘리어트
- 8월 16일
  - 대한민국의 축구선수 장현규
  - 미국의 영화배우 윌리엄 윈덤
- 8월 17일 - 대한민국의 정치인 홍남용
- 8월 18일 - 미국의 가수 스콧 매켄지
- 8월 19일
  - 대한민국의 공무원 이해봉
  - 잉글랜드의 영화감독 토니 스콧
- 8월 20일
  - 미국의 희극배우 필리스 딜러
  - 에티오피아의 제10대총리 멜레스 제나위
- 8월 21일
  - 대한민국의 농업인 망절일랑
  - 대한민국의 연극배우 윤인자
  - 미국의 수학자 윌리엄 서스턴
  - 일본의 영화배우 나이토 타케토시
- 8월 22일 - 중화민국의 추기경 산궈시
- 8월 23일
  - 대한민국의 프로게이머 우정호
  - 미국의 음악가 바이어드 랭커스터
- 8월 24일
  - 미국의 영화배우 스티브 프랭큰
  - 미국의 영화배우 클레어 멜리스
  - 중화인민공화국의 이슬람주의자 압둘 샤쿠르 알투르키스타니
- 8월 25일 - 미국의 우주비행사 닐 암스트롱
- 8월 28일 - 캐나다의 여성주의자 슐라미스 파이어스톤
- 8월 29일
  - 러시아의 배구감독 세르게이 옵친니코프
  - 일본의 연극배우 카스가노 야치요
- 8월 30일 - 대한민국의 아나운서 이광재
- 8월 31일
  - 대한민국의 비전향장기수 리두균
  - 소련의 군인 세르게이 소콜로프